# Coțofănești
Coțofănești – wieś w Rumunii, w okręgu Bacău, w gminie Coțofănești. W 2011 roku liczyła 1245 mieszkańców.